# Duiven (plaats)
Duiven (uitspraakⓘ) (Liemers: Duve, Nedersaksisch: Duven) is een plaats in de Liemers, in de Nederlandse provincie Gelderland, en hoofdplaats van de gemeente Duiven. Van 1986 tot en met 1994 is Duiven groeigemeente geweest. Vanaf 1995 richt ze zich voornamelijk op het beheer en onderhoud van haar eigendommen en grondgebied.

## Sacramentsprocessie

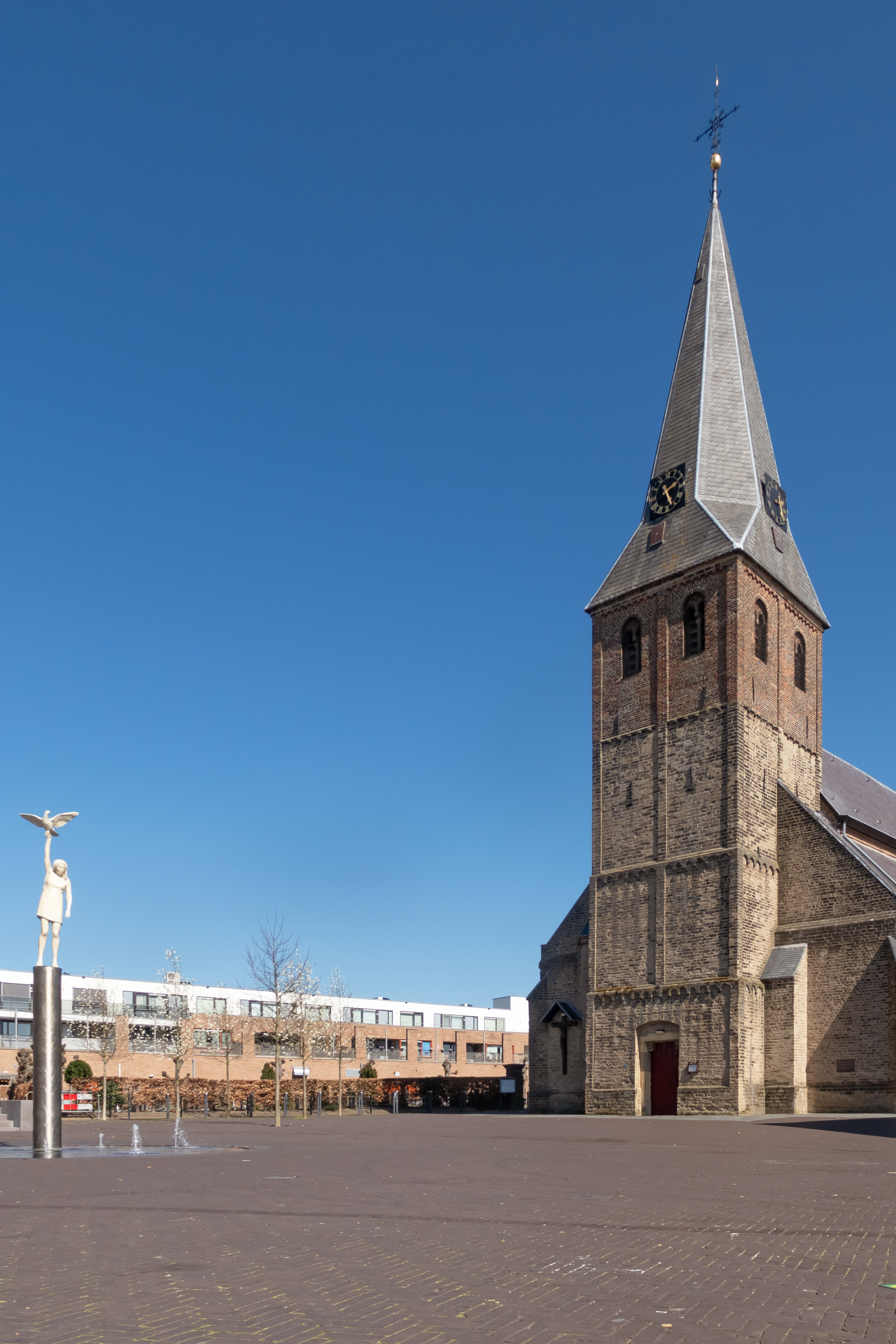
Remigiuskerk met kunstwerk

Op de laatste zondag in augustus vindt de jaarlijkse sacramentsprocessie plaats in Duiven. Het is tamelijk bijzonder dat er in Duiven, en nog enkele plaatsen in de omgeving, waaronder Huissen, Groessen en Loo, de processie nog in het openbaar trekt. In de tijd van de reformatie (1520-1600), mochten katholieken in de Noordelijke Nederlanden helemaal niet in het openbaar hun geloof belijden, laat staan processie houden.
De Liemers hoorde toen nog niet bij Nederland, maar bij het hertogdom Kleef. Pas in 1816 kwamen de Liemers en grote delen van Limburg bij Nederland. Er is toen afgesproken dat men wel processie mocht houden, zolang dat maar ieder jaar gebeurde. Als het een of enkele keren werd overgeslagen, dan was het processierecht vervallen. Pas in 1984 is het processieverbod uit de grondwet geschrapt. Feit is dat zo lang men zich kan herinneren in Duiven de laatste zondag van augustus, processie-zondag en kermis is.

## Foto's

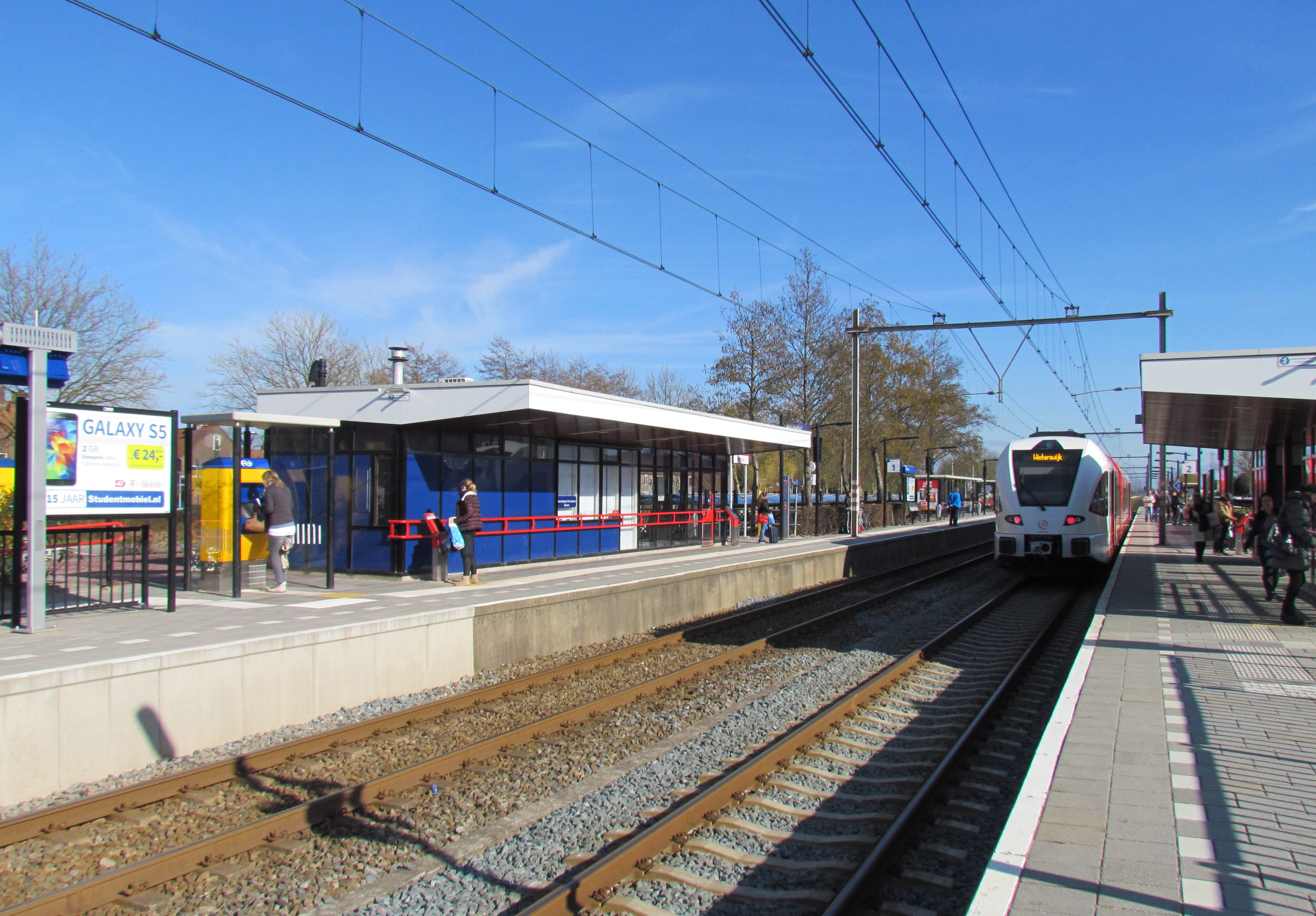
Station Duiven in 2015
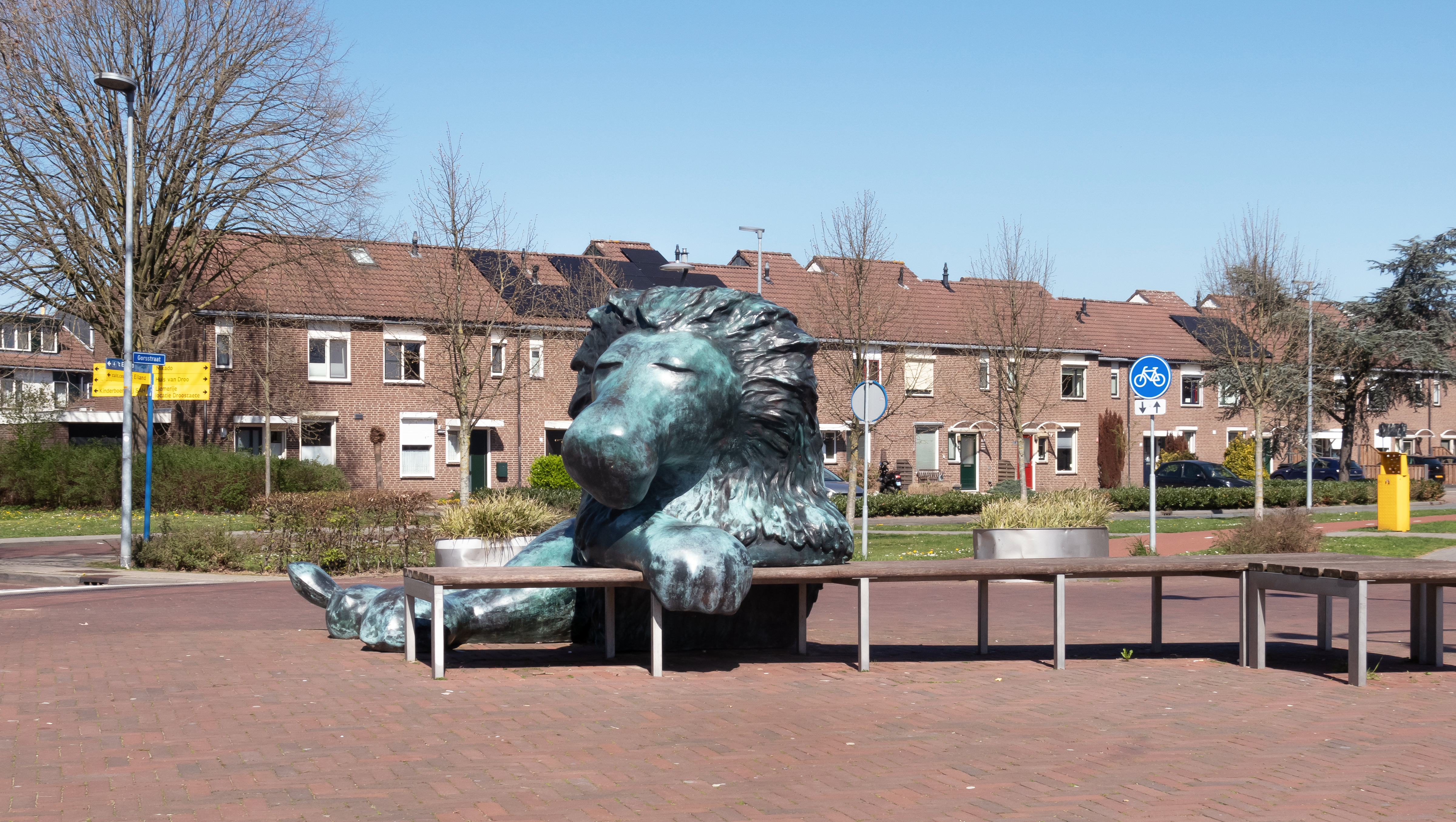
Sculptuur: Mamma ik zie een leeuw van Dedden & Keizer
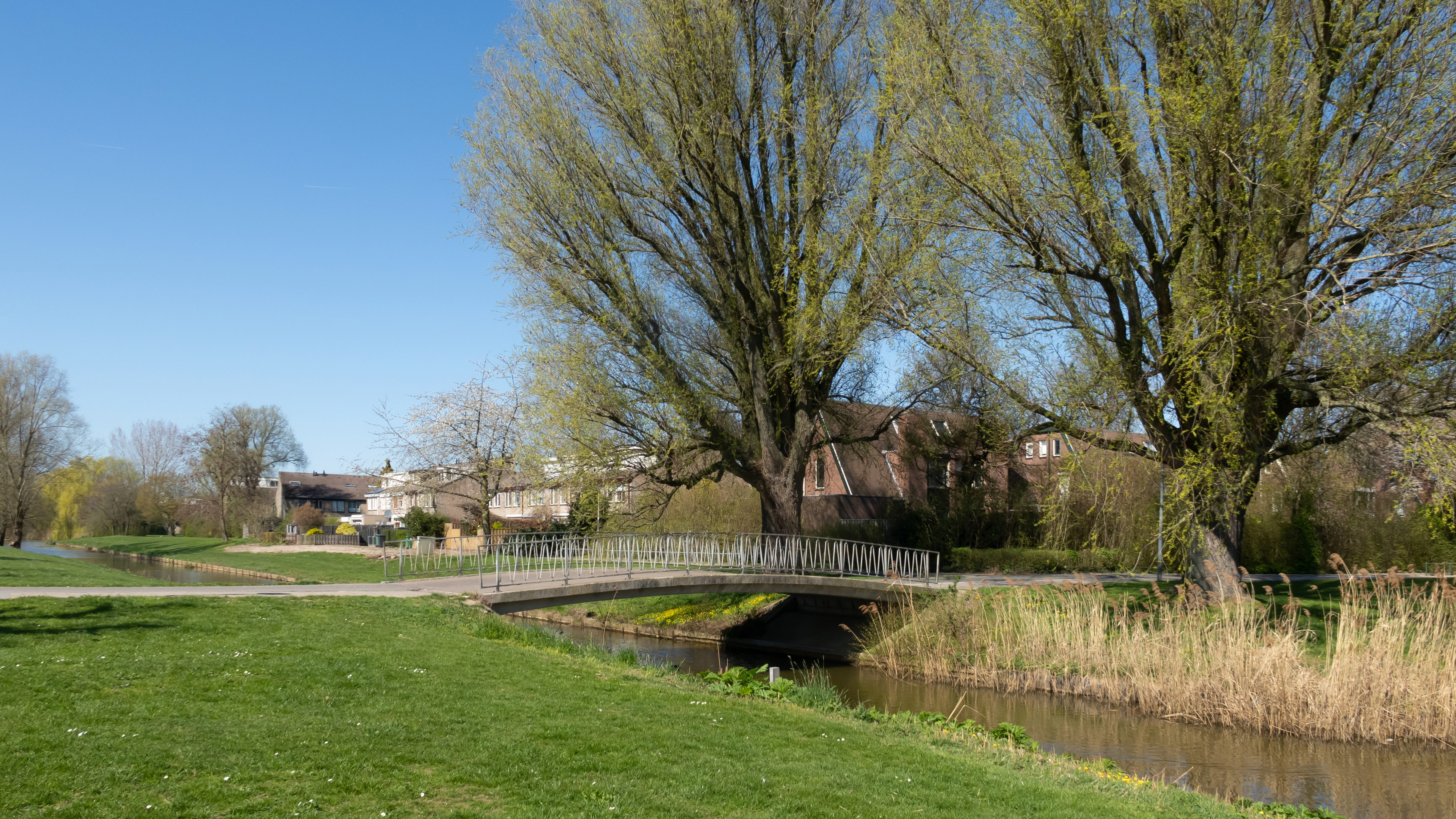
In het Droopark bij de Talingstraat
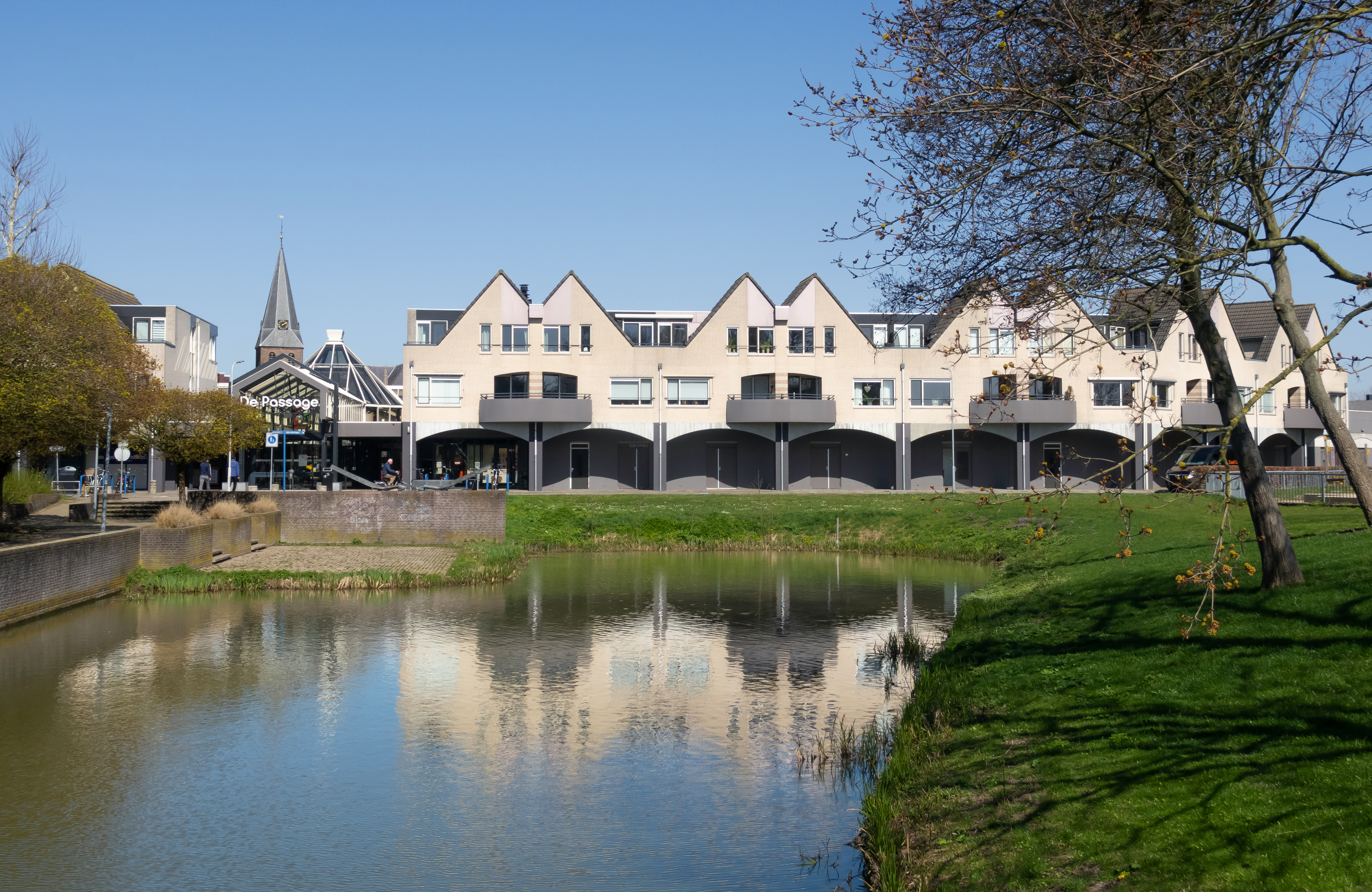
Zicht op winkelcentrum De Passage vanaf het brugje bij IKC Remigius

## Bereikbaarheid

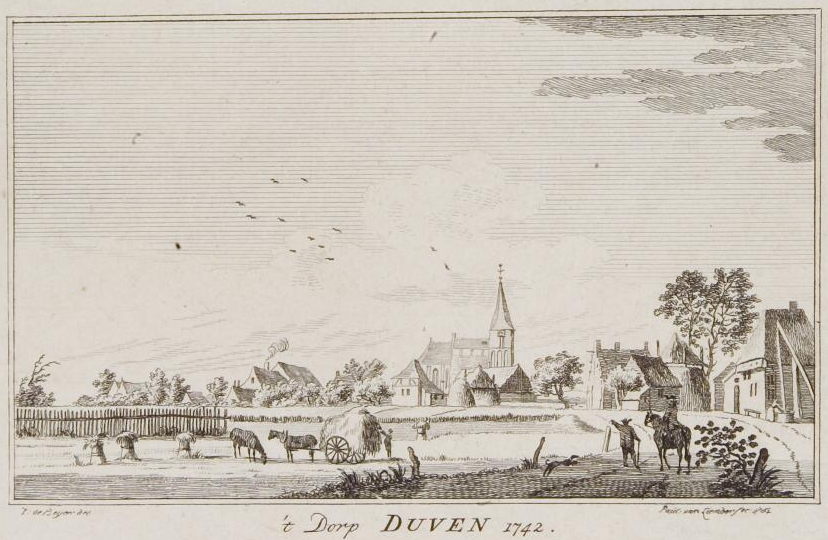
Tekening van Duiven uit 1742, door Paulus van Liender, naar een origineel van Jan de Beijer

### Per auto
Duiven is aangesloten op de Rijksweg A12. In 2011 is er besloten dat de A15, die nu ophoudt bij Bemmel, wordt doorgetrokken tot de A12, waarbij het nieuwe stuk A15 tussen Duiven en Zevenaar in komt te liggen. Dan zou Duiven verbonden zijn met de A15.

### Per bus
Duiven is ook bereikbaar per bus vanuit Arnhem, Westervoort en Zevenaar met lijnen 60 tot en met 62.

### Per trein
Verder heeft Duiven één station, gelegen aan de spoorlijn Arnhem - Winterswijk, waar sinds begin 2009 tot 19:00 uur ieder kwartier een stoptrein van Arriva en/of Hermes (laatstgenoemde onder de naam Breng) richting Arnhem en richting Doetinchem/Winterswijk stopt.

## Voorzieningen
Het dorp heeft het Candea college als middelbare school. Duiven heeft twee winkelcentra: de overdekte Elshofpassage in het centrum evenals winkelmogelijkheden aan het Eilandplein. De plaatselijke hockeyclub is MHC de Westerduiven. De plaatselijke voetbalclub is DVV Duiven. Vroeger omvatte DVV Duiven ook een handbalclub, maar later is de handbalclub onder eigen naam verder gegaan: HV Duiven. Daarnaast zijn er twee tennisclubs (Tennis Center Duiven en Columbae) en een volleybalvereniging (Reflex Duiven). Ook aanwezig is een basketbalvereniging (Pigeons). Ook is er een scoutinggroep, scouting Duiven.

## Geboren in Duiven
- Gerard Wijdeveld (1905-1997), auteur
- Roos Rebergen (1988), leadzangeres van de Nederlandse band Roosbeef
- Wesley Koolhof (1989), tennisser
- Dean Koolhof (1994), voetballer